# Евенкијски аутономни округ
Евенкијски аутономни округ или Евенкија (рус. Эвенкийский автономный округ, евенки: Эведы Автомоды Округ) бивши је аутономни округ у саставу краснојарског краја.

## Историја
Евенкија је од 1930. до 2007. године била аутономни округ, један од субјеката Руске федерације. Административни центар округа је био град Тура. Округ је имао површину од 767.600 km2, што га је чинило седмом највећом административном јединицом у Русији.
Након референдума одржаног 17. априла 2005, Евенкија и Тајмирија су припојене Краснојарској Покрајини као њени рејони. Ова одлука је ступила на снагу 1. јануара 2007.